# Кшимув (Великопольське воєводство)
Кшимув (пол. Krzymów) — село в Польщі, у гміні Кшимув Конінського повіту Великопольського воєводства.
Населення — 575 осіб (2011).
У 1975-1998 роках село належало до Конінського воєводства.

## Демографія
Демографічна структура станом на 31 березня 2011 року:
|          | Загалом | Допрацездатний вік | Працездатний вік | Постпрацездатний вік |
| -------- | ------- | ------------------ | ---------------- | -------------------- |
| Чоловіки | 278     | 75                 | 184              | 19                   |
| Жінки    | 297     | 58                 | 183              | 56                   |
| Разом    | 575     | 133                | 367              | 75                   |